# Bondsville
Bondsville è un villaggio degli Stati Uniti, situato nel Massachusetts, diviso tra la contea di Hampden e la contea di Hamshire.